# José Manuel Marroquín

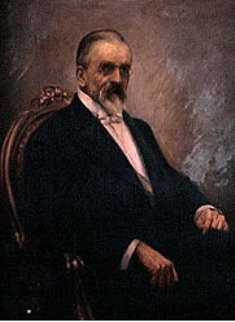
José Manuel Marroquín

José Manuel Marroquín Ricaurte (ur. 6 sierpnia 1827 w Bogocie, zm. 19 września 1908 tamże) – kolumbijski poeta, pisarz, profesor, prawnik, autor prac filozoficznych i powieści i polityk konserwatywny, właściciel plantacji, wiceprezydent Kolumbii od 7 sierpnia 1898 do 31 lipca 1900, który odsunął od władzy Manuela Antonio Sanclementa i objął po nim urząd prezydenta (piastował go od 31 lipca 1900 do 7 sierpnia 1904). Za jego rządów Panama ogłosiła niepodległość i oderwała się od Kolumbii.